# مذرة الهبة (القفر)

تعديل مصدري - تعديل

مذرة الهبة محلة تابعة لقرية الظهيرة، التابعة لعزلة بني مبارز بمديرية القفر إحدى مديريات محافظة إب في الجمهورية اليمنية، بلغ تعداد سكانها 26 حسب تعداد اليمن لعام 2004.